# Medina (Minas Gerais)
Medina is een gemeente in de Braziliaanse deelstaat Minas Gerais. De gemeente telt 21.115 inwoners (schatting 2009).

## Aangrenzende gemeenten
De gemeente grenst aan Cachoeira de Pajeú, Comercinho, Itaobim, Itinga, Jequitinhonha, Pedra Azul en Santa Cruz de Salinas.